# Diecéze tarnowská
Diecéze tarnowská (latinsky Dioecesis Kielcensis) je římskokatolická metropolitní diecéze v Polsku, která je součástí krakovské církevní provincie. 

## Stručná historie
V roce 1783 založil císař Josef II. z části krakovské diecéze, která připadla habsburské monarchii po prvním dělení Polska. Tuto situaci kanonicky uznal papež Pius VI. v roce 1786, i když nikdy nepotvrdil prvního biskupa Jana Duwalla (†1785). Roku 1805 byla katedrální kapitula přesunuta do Kielce a tarnovská diecéze zrušena. Po vídeňském kongresu (1814-1815) vznikla roku 1821 nová diecéze tyniecká, následně - roku 1826 - přenesená do Tarnowa. Roku 1925 se stala součástí krakovské církevní provincie.